# 阿尔奇多索
阿尔奇多索（義大利語：Arcidosso），是意大利格罗塞托省的一个市镇。总面积93.39平方公里，人口4384人，人口密度46.9人/平方公里（2009年）。ISTAT代码为053001。